# 右玉县
右玉县是中国山西省朔州市所辖的一个县。总面积为1965平方公里，縣人民政府駐新城鎮。

## 行政区划
右玉县下辖4个镇、6个乡：
新城镇、右卫镇、威远镇、元堡子镇、牛心堡乡、高家堡乡、杨千河乡和李达窑乡。

## 人口
根據第七次人口普查數據，截至2020年11月1日零時，右玉縣常住人口為88,212人。

## 交通
- 109国道、 241国道过境。